# Elecciones vicepresidenciales de Ecuador de 1998
Elección realizada el 1 de abril de 1998 por el Congreso Nacional luego de la renuncia de la vicepresidenta Rosalía Arteaga para presentarse a las elecciones presidenciales de 1998. 

## Candidatos
Los candidatos fueron presentados por ternas del presidente Alarcón para la deliberación del Congreso.
En un inicio, Alarcón había presentado como cabeza de terna a Marcel Laniado de Wind, quién tenía los votos para su elección, pero  el día previo a la elección Laniado se excusó de presentar su candidatura, por lo que Alarcón envió una nueva terna encabezada por Aguayo.
| Lista        | Partido       | Partido                  | Vicepresidente            | Cargos Previos                                                 | Votos |
| ------------ | ------------- | ------------------------ | ------------------------- | -------------------------------------------------------------- | ----- |
| -            | Independiente | Independiente            | Pedro Aguayo Cubillo      | Presidente de la Junta Nacional de Planificación (1972 - 1975) | 57    |
| -            | Independiente | Independiente            | Guillermo Wagner Cevallos | Ministro de Salud Pública (1997 - 1998)                        | 0     |
| 14           |               | Frente Radical Alfarista | Juan Castanier Muñoz      | Asambleísta Constituyente por Cañar (1997 - 1998)              | 0     |
| Abstenciones | Abstenciones  | Abstenciones             | Abstenciones              | Abstenciones                                                   | 11    |